# Varaignes
Varaignes är en kommun i departementet Dordogne i regionen Nouvelle-Aquitaine i sydvästra Frankrike. Kommunen ligger i kantonen Bussière-Badil som tillhör arrondissementet Nontron. År 2022 hade Varaignes 357 invånare.

## Befolkningsutveckling
Antalet invånare i kommunen Varaignes
Referens:INSEE